# 島棲擬雀鯛
島棲擬雀鯛，為鱸形目鱸亞目擬雀鯛科的其中一種，為熱帶海水魚，分布於西印度洋巴基斯坦至波斯灣、亞丁灣海域，深度1-20公尺，本魚體延長而側扁，鰓蓋上緣有一黑斑，頭部及身體為深灰色，尾鰭黃色，體長可達8.1公分，棲息在岩礁或珊瑚礁區，生活習性不明。

## 擴展閱讀
維基物種上的相關：島棲擬雀鯛